# Luminismo
Con il termine generale di luminismo la critica artistica intende in primo luogo designare un indirizzo pittorico che punta a creare particolari effetti luminosi mediante l'acceso contrasto fra ombra e luce, con un uso incidente e violento di quest'ultima in un contesto di intonazione scura. Notevoli soluzioni luministiche sono riscontrabili in certe opere del Rinascimento, soprattutto di artisti tardo-rinascimentali (p. es. Tintoretto), e in molti lavori di epoca barocca (p. es. Caravaggio e la sua scuola) Il termine viene talvolta applicato anche alla scultura (p. es. la ricerca di forti contrasti luminosi che caratterizza l'opera di Bernini).
Con luminismo si indica altresì una forma di impressionismo o di neo-impressionismo pittorico che assegna primaria importanza alla luce e ai suoi effetti. In quest'accezione il termine fu usato anzitutto per definire lo stile del pittore belga Émile Claus e degli artisti che ne seguirono le orme (Évariste Carpentier, Jenny Montigny, Anna de Weert, Georges Morren, Gustave De Smet, Frits van den Berghe, Didier Groffier, Fitz Henry Lane, Georges Gaudy e altri ancora). Il vocabolo è peraltro usato anche in riferimento alla forma che assunse il divisionismo, e in particolare il puntinismo, in pittori olandesi come Jan Toorop, Jan Sluijters e Piet Mondrian.
Aderirono alla tendenza luminista anche molti pittori americani della Hudson River School, come Sanford Robinson Gifford.
In Spagna il termine luminismo viene utilizzato per il gruppo di pittori guidati da Joaquín Sorolla, Ignacio Pinazo Camarlench, Teodoro Andreu, Francisco Benítez Mellado e Vicente Castell.

## Galleria d'immagini

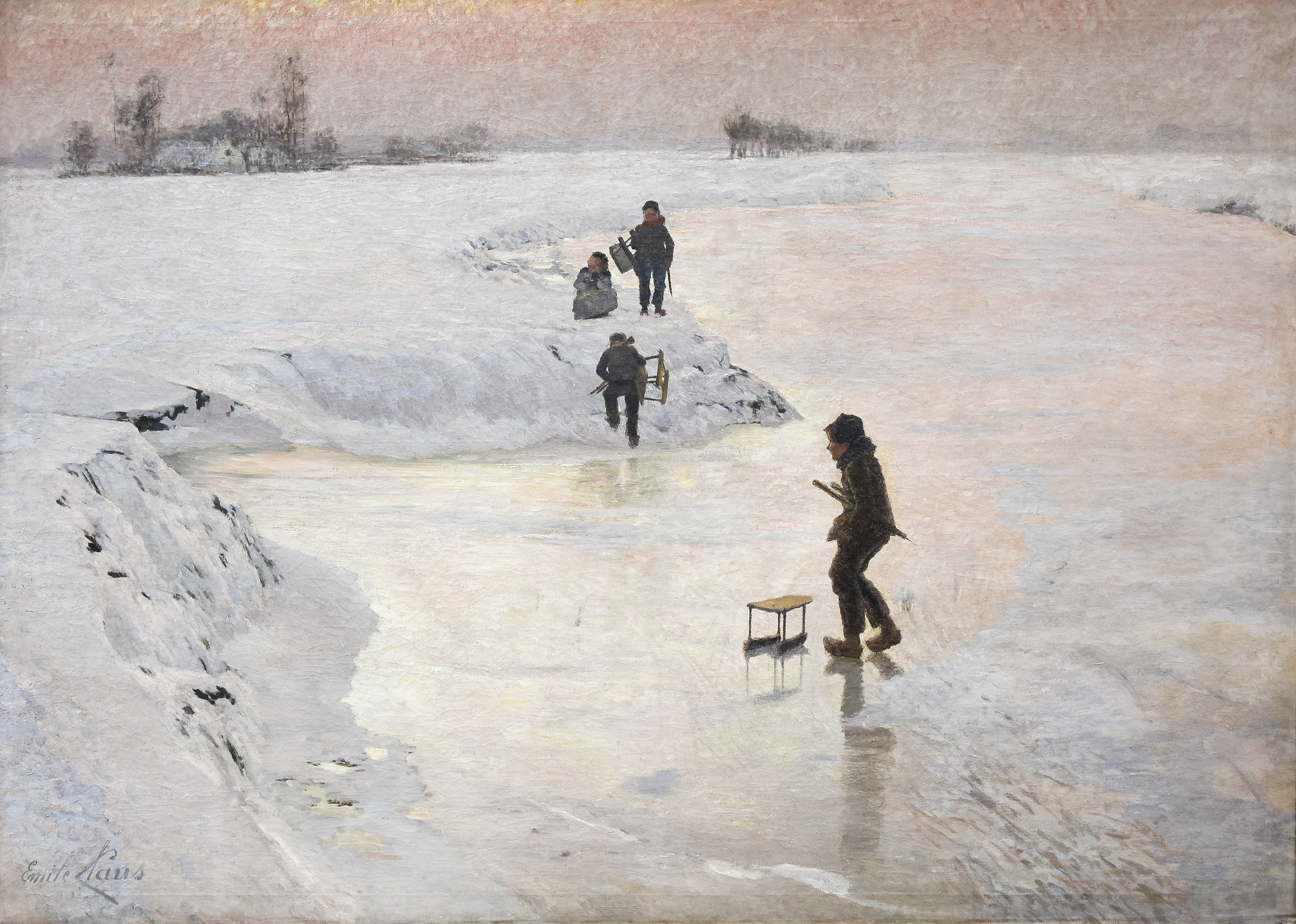
Émile Claus I pattinatori
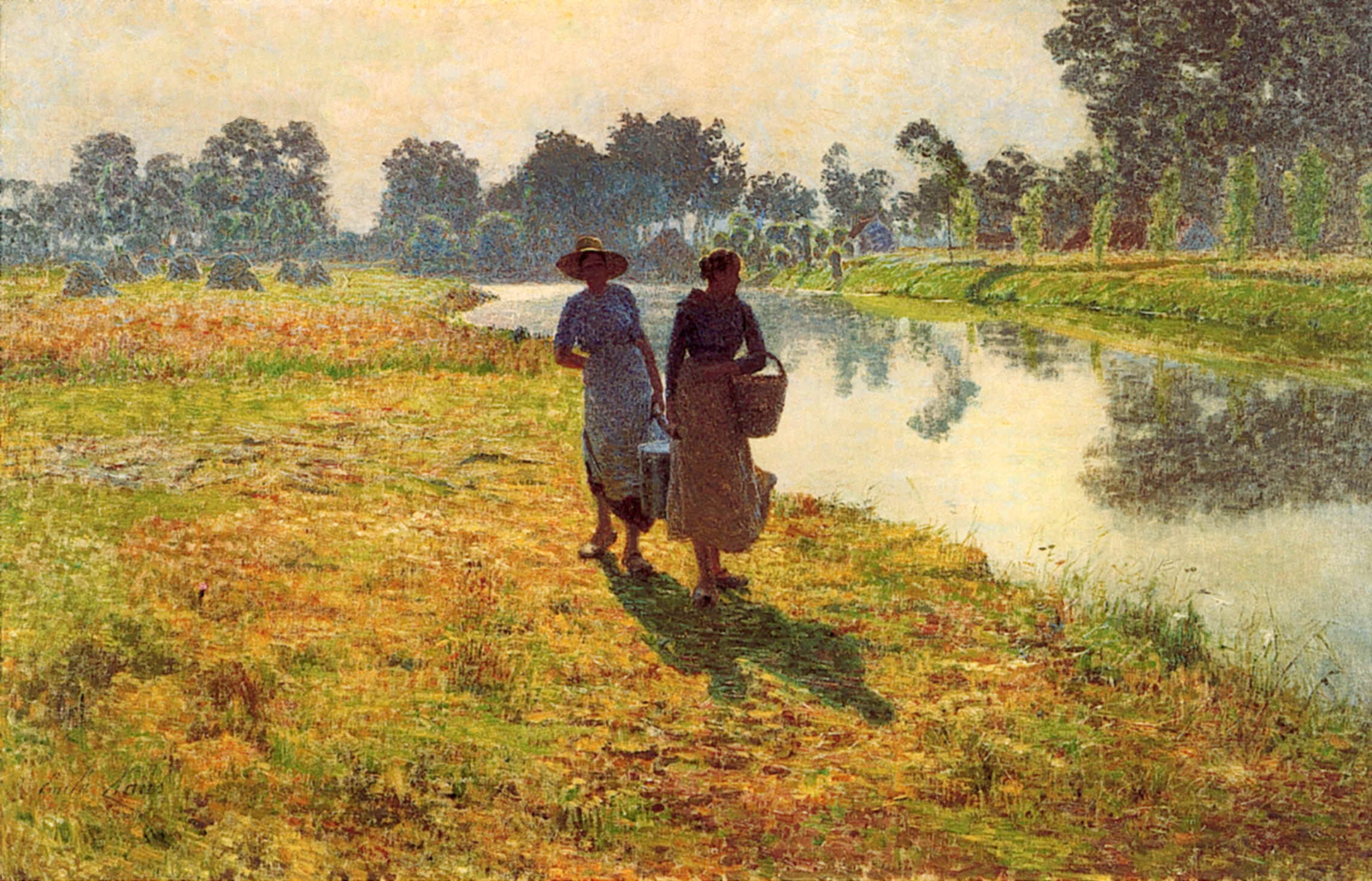
Émile Claus Giovani contadine in cammino lungo le rive del Lys
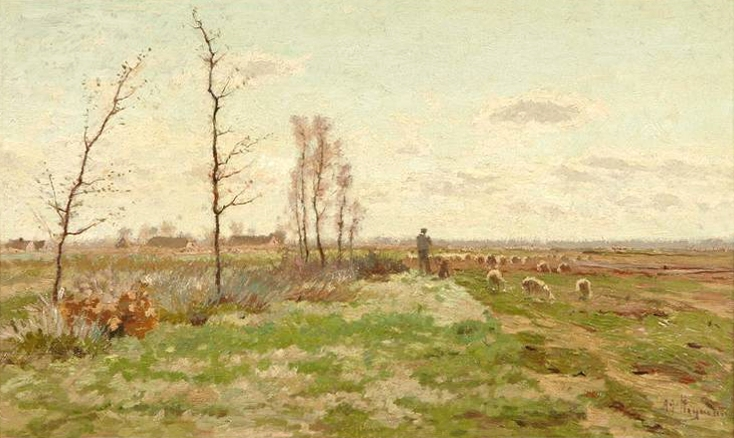
Adrien-Joseph Heymans Il pastore e il suo gregge al pascolo
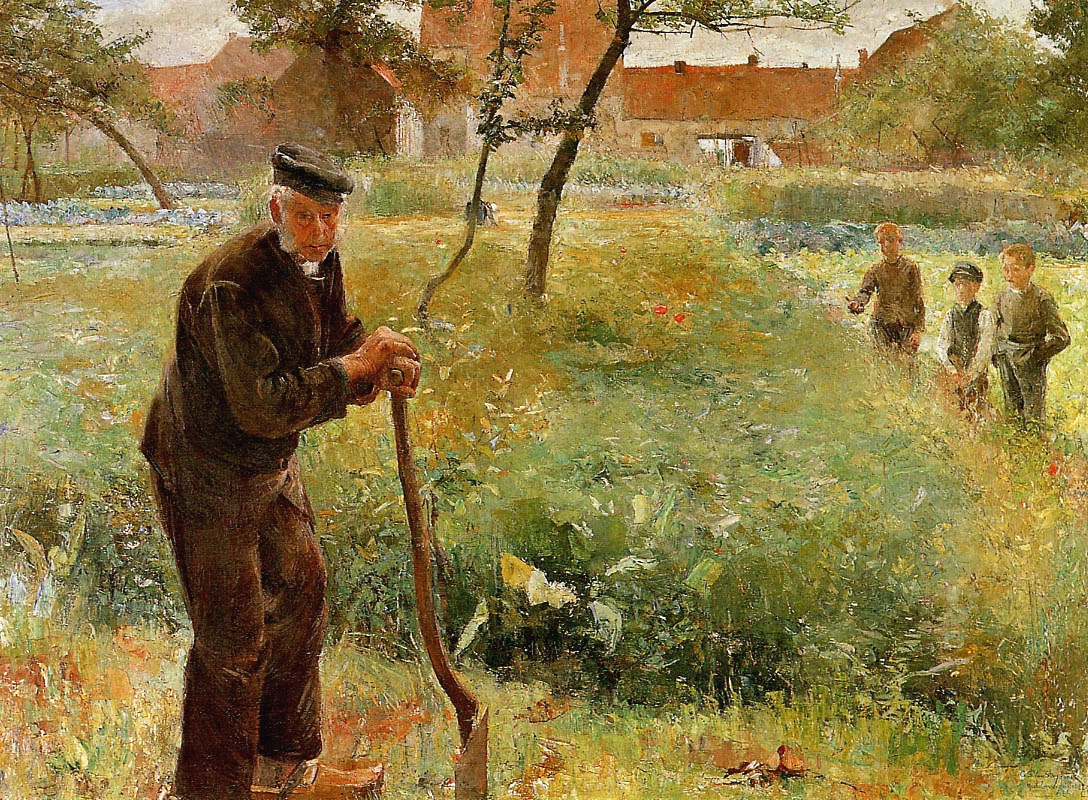
Guillaume Van Strydonck Il vecchio giardiniere
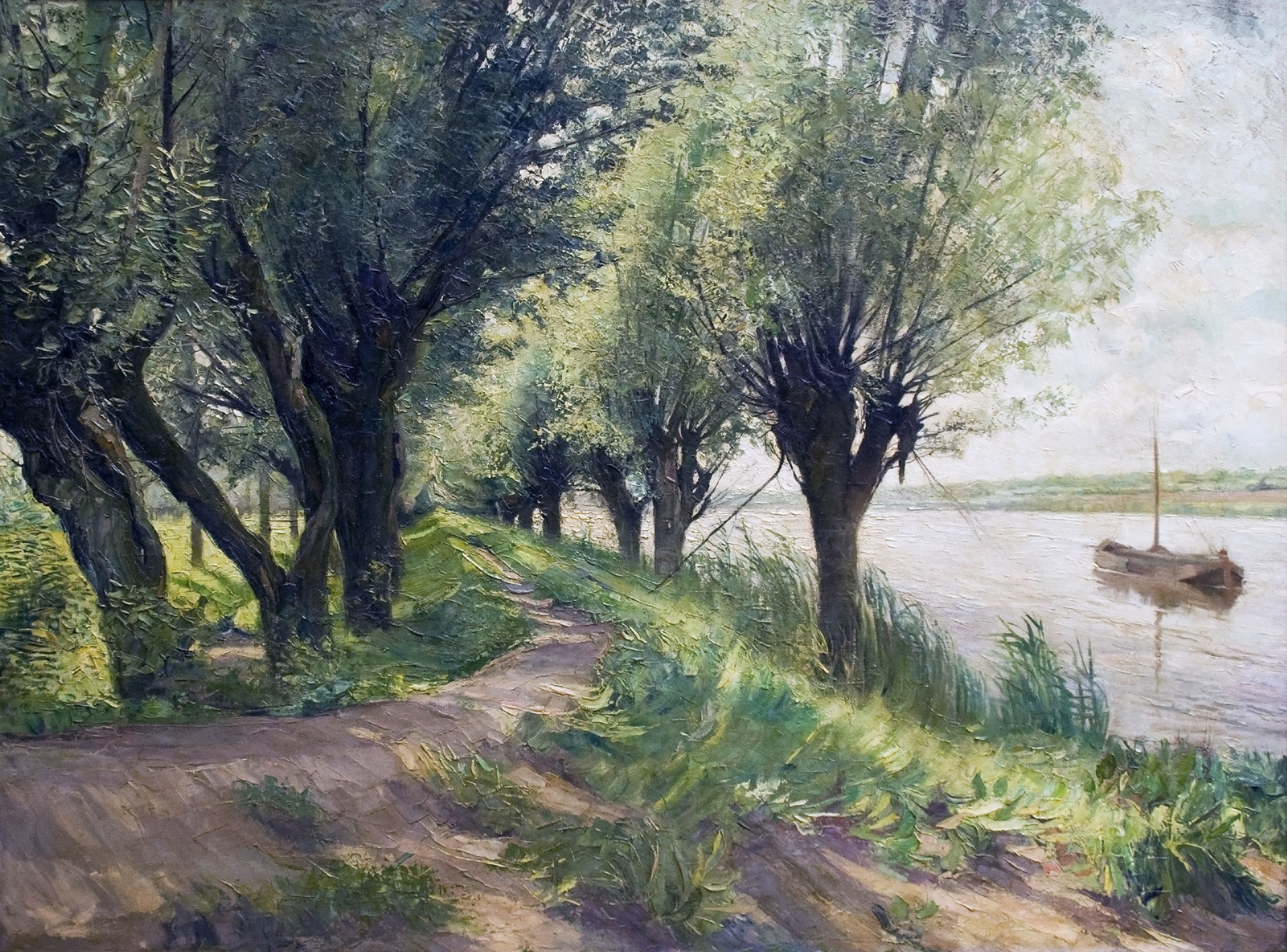
Guillaume Van Strydonck Salici in riva all'Escaut
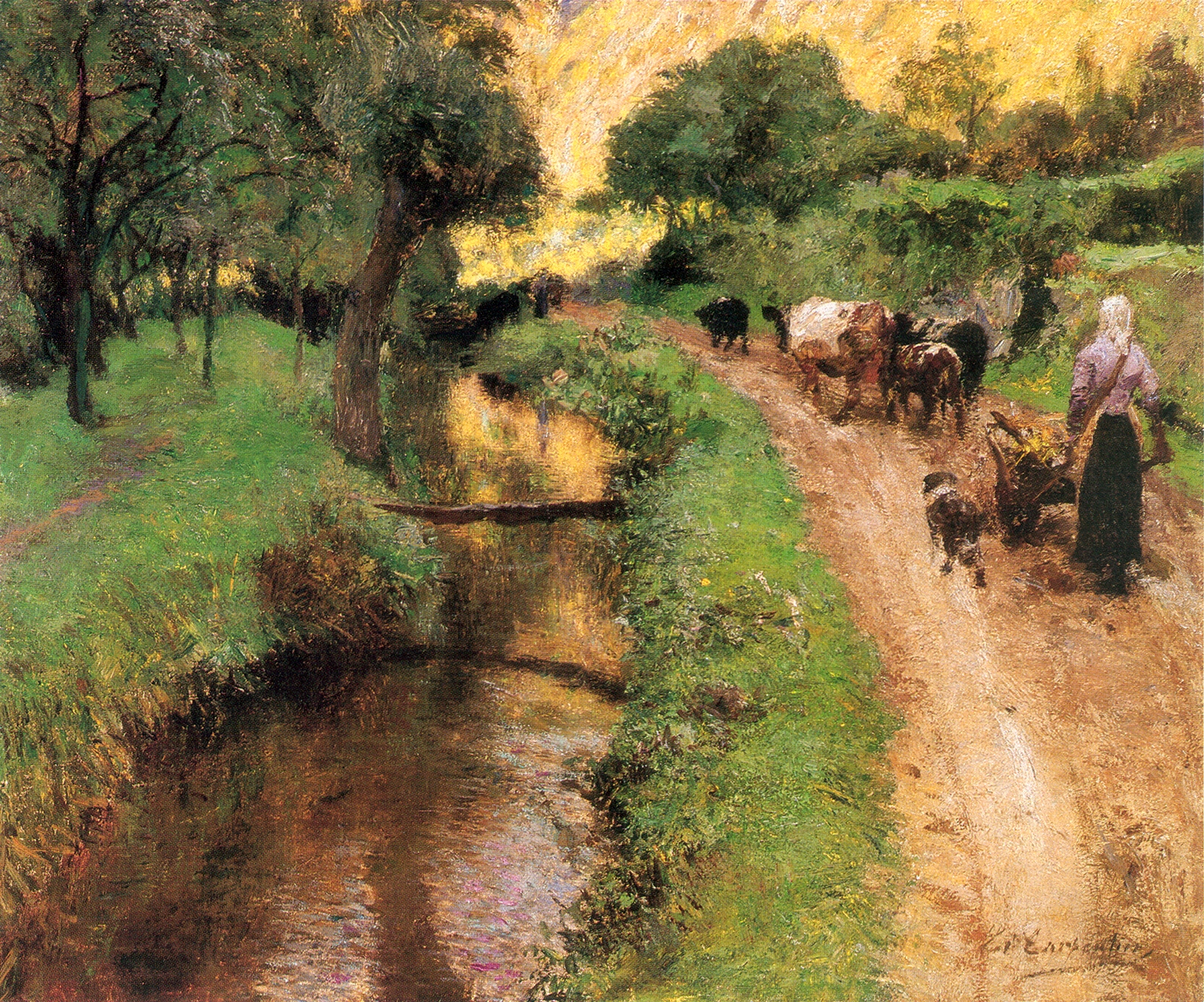
Évariste Carpentier Ritorno alla fattoria
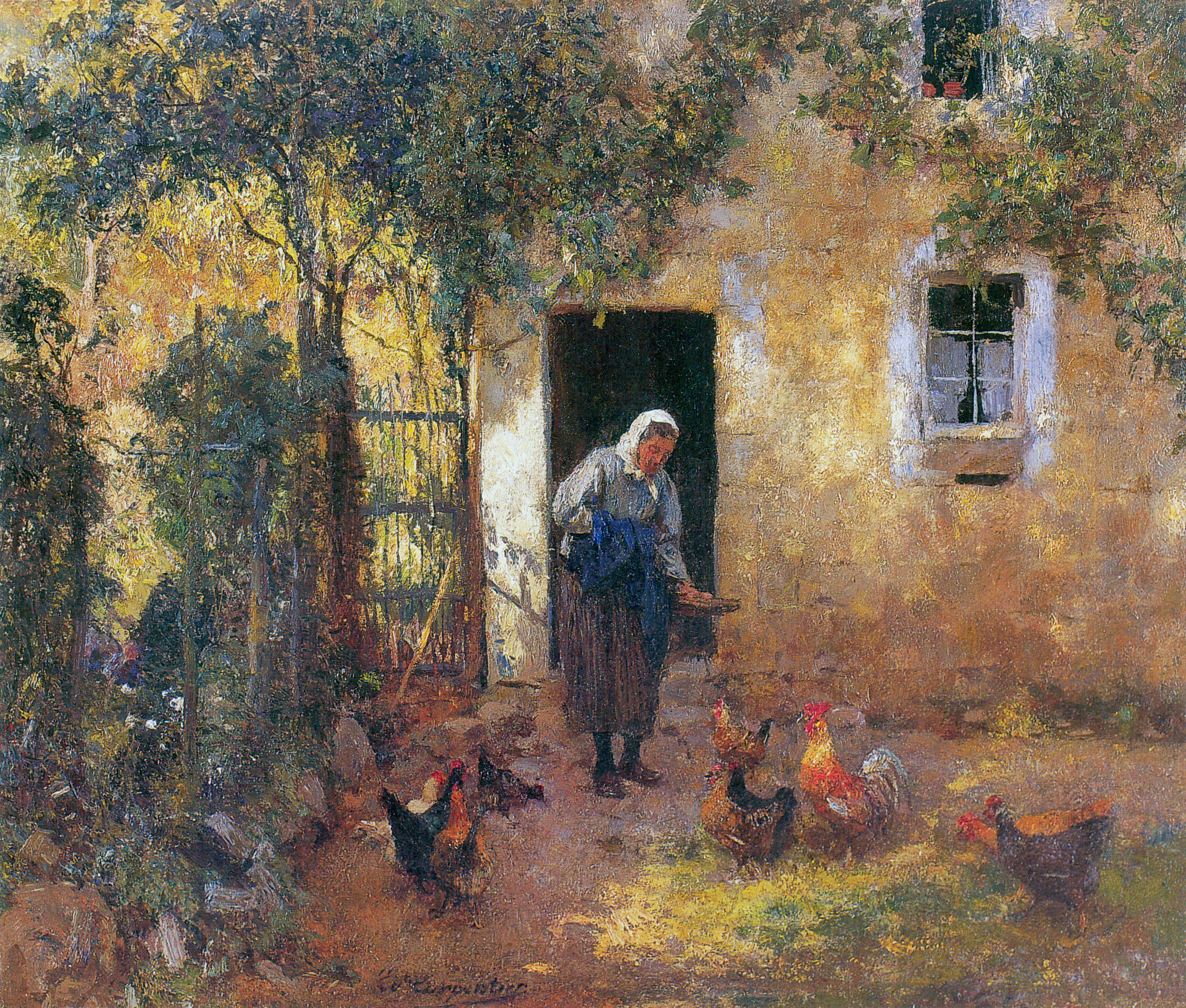
Évariste Carpentier Il mangiare alle galline
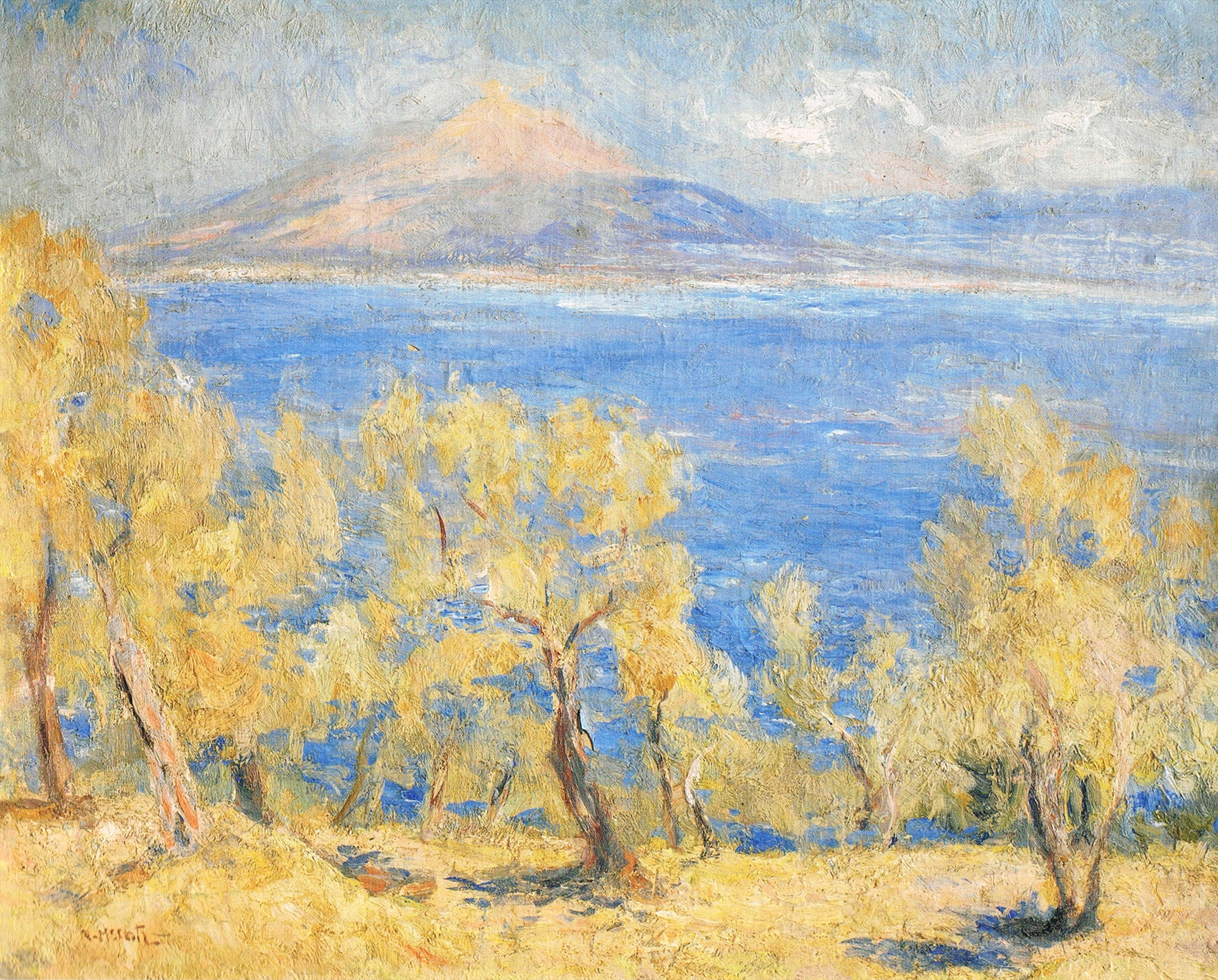
Richard Heintz Il Vesuvio visto da Sorrento
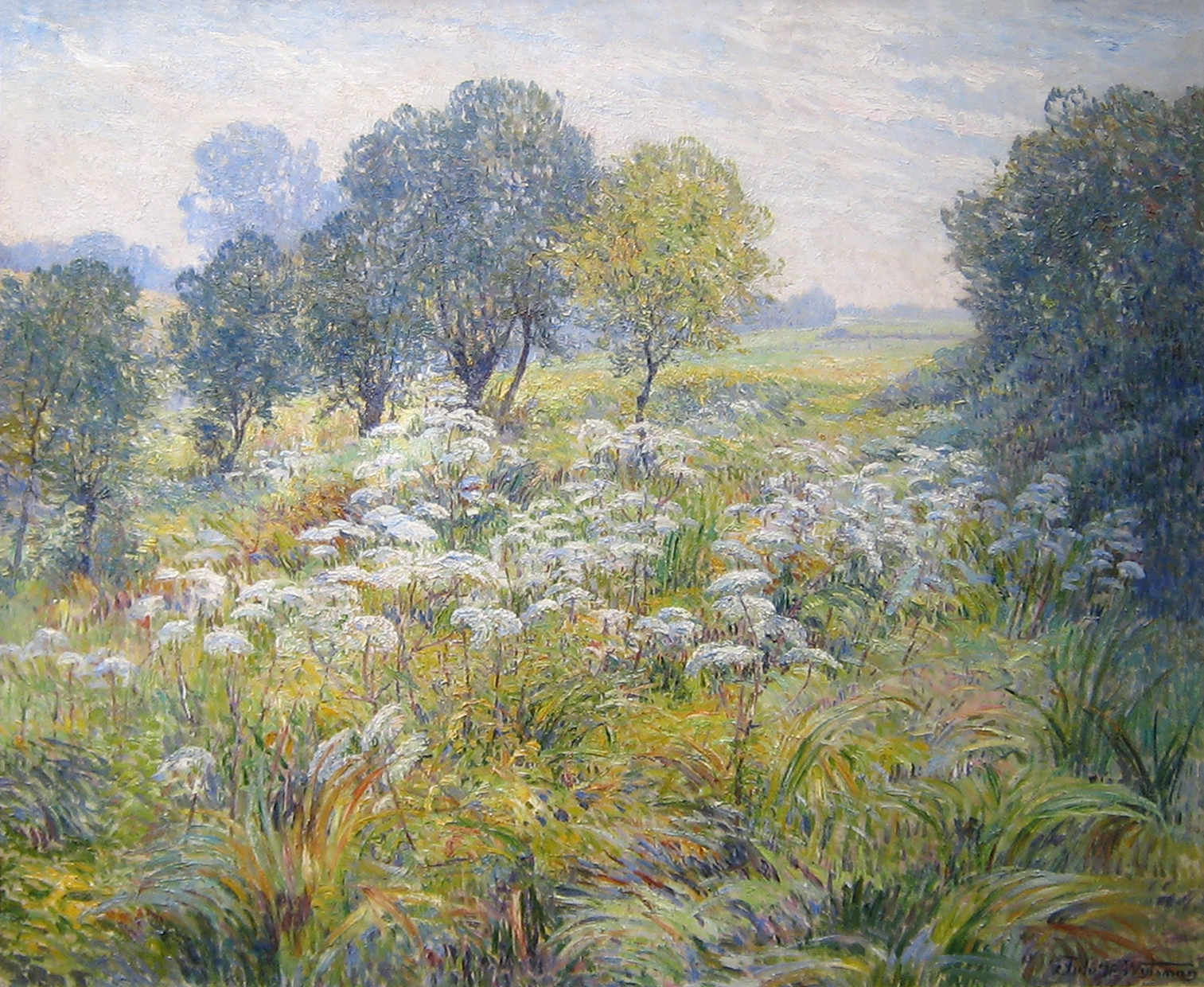
Juliette Wytsman Spiraea
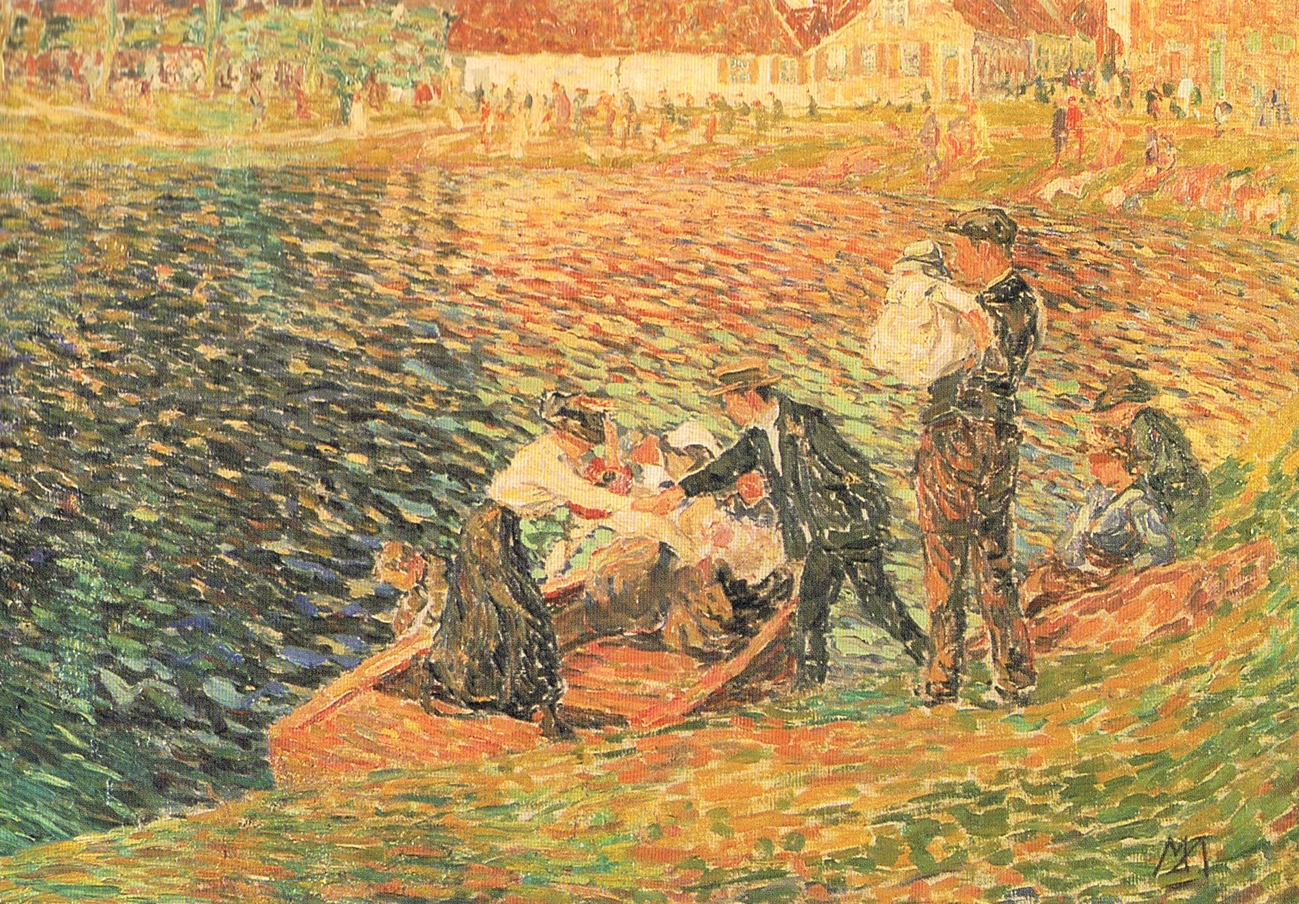
Modest Huys Il passaggio
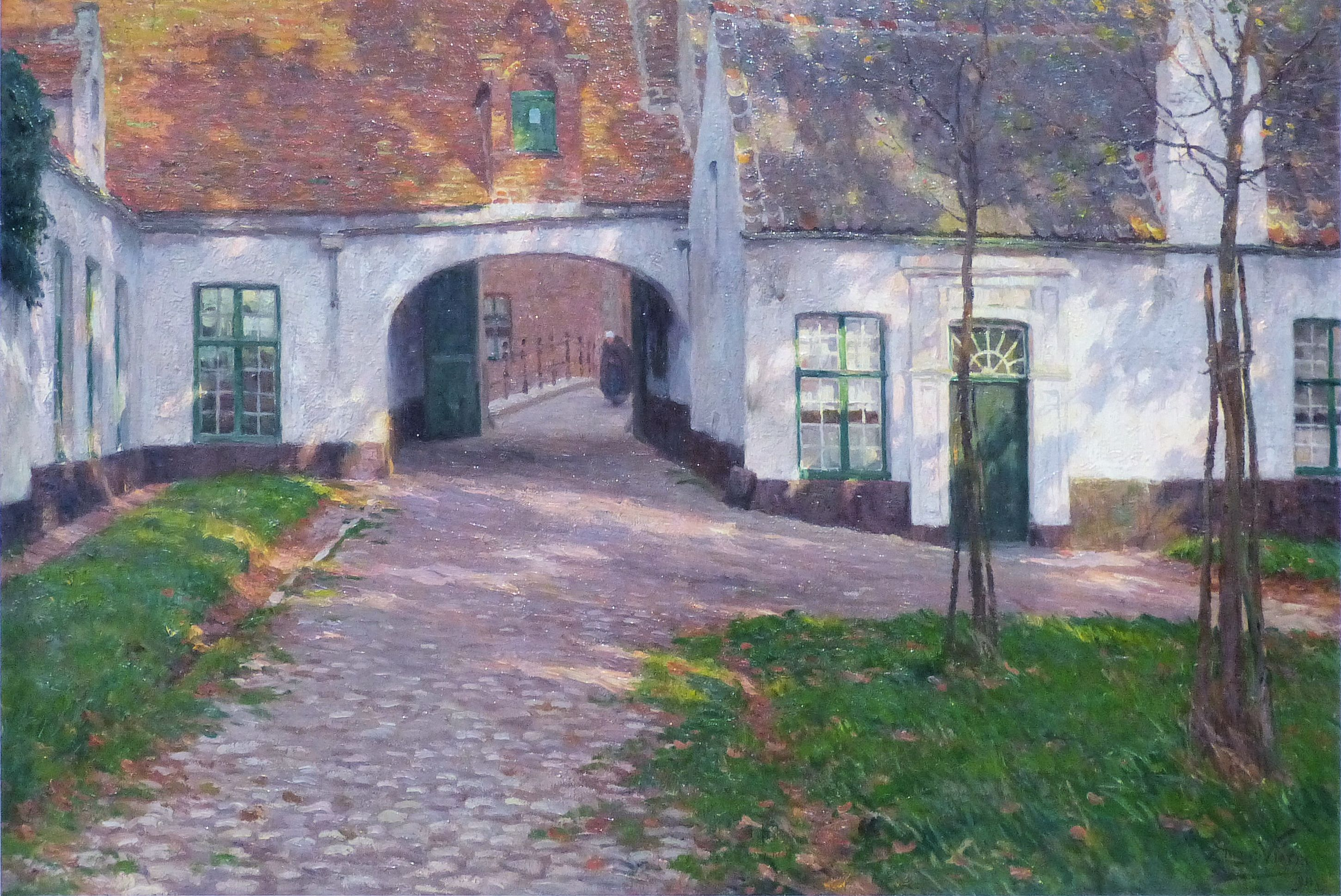
Emmanuel Viérin Ingresso al beghinaggio di Bruges